# Malovodeane, Dolînska
Malovodeane (în ucraineană Маловодяне) este localitatea de reședință a comunei Malovodeane din raionul Dolînska, regiunea Kirovohrad, Ucraina.

## Demografie
Componența lingvistică a localității Malovodeane
     Ucraineană (92,53%)
     Rusă (5,3%)
     Alte limbi (0,85%)
Conform recensământului din 2001, majoritatea populației localității Malovodeane era vorbitoare de ucraineană (92,53%), existând în minoritate și vorbitori de rusă (5,3%).